# Ma chérie
Ma chérie – piąty album polskiego pieśniarza i poety, Mirosława Czyżykiewicza, wydany 28 maja 2013 nakładem EMI Music Poland. Zawiera wiersze różnych poetów, do których muzykę skomponował Czyżykiewicz.

## Charakterystyka albumu
Celem albumu było m.in. przybliżenie słowa poetyckiego kulturze masowej (odwołanie do norwidowskiej profetyki: „Z rzeczy świata tego zostaną tylko dwie/ Dwie tylko: poezja i dobroć... i więcej nic...”). Jedyny utwór z tekstem autorstwa Mirosława Czyżykiewicza to „Jednym szeptem” – piosenka znana z debiutanckiej płyty artysty, zatytułowanej Autoportret I (1989).
Wśród kompozycji przygotowywanych na Ma chérie znajdowała się jedna do wiersza „Piosenka” Czesława Miłosza. Utwór ostatecznie nie trafił na album z powodu zbyt odległego terminu otrzymania zgody spadkobierców poety na wykorzystanie utworu. Publiczność Mirosława Czyżykiewicza miewała okazje wysłuchać „Piosenkę” w okresie poprzedzającym premierę Ma chérie. 
Okładka płyty przedstawia Mirosława Czyżykiewicza i jego żonę, Annę, która ma na czole wytatuowane słowa „Ma chérie”.
Album zadebiutował na 24. miejscu zestawienia OLiS. 2 czerwca 2013 odbył się promujący płytę Ma chérie koncert Czyżykiewicza w Muzycznym Studiu Polskiego Radia im. Agnieszki Osieckiej, transmitowany na żywo na antenie Programu Trzeciego Polskiego Radia. 

## Twórcy
opracowano na podstawie materiału źródłowego
- Mirek Czyżykiewicz – produkcja muzyczna, muzyka (kompozycje, oprócz „Powiedz z kim” – Jerzy Satanowski), aranżacje; tekst utworu „Jednym szeptem”; śpiew, gitara Teryksa, programowanie, sample;
- Winicjusz Chróst – śpiew, „magiczne dodatki”; realizacja nagrań, mastering
- Hadrian Filip Tabęcki – kierownictwo muzyczne, pomysły aranżacyjne, instrumenty klawiszowe
- Maciej Szczyciński – kontrabas, gitara basowa
- Radosław Labakhua Kiszewski – trąbka
- Bartek Krauz – akordeony
- Paweł Stankiewicz – gitary
- Mariusz Jeka – klarnety
- Piotr Maślanka – perkusja, instrumenty perkusyjne
- Marta Maślanka (gościnnie) – cymbały
- kwartet smyczkowy:
  - Grzegorz Lalek – I skrzypce,
  - Adriana Błaszczak – II skrzypce,
  - Igor Kabalewski – altówka,
  - Tomasz Błaszczak – wiolonczela

## Singiel
W maju 2013 roku wydano singiel promocyjny z utworem „Patrzę w okno”, który zapowiadał ten album. Autorem tekstu jest Andrzej Poniedzielski, a muzyki Czyżykiewicz. W celach promocyjnych do piosenki zrealizowano teledysk, który opublikowano w połowie maja tego samego roku w serwisie Vevo/YouTube.
Notowania
| Lista | Pozycja | Źr.    |
| ----- | ------- | ------ |
| LP3   | 18      | [ 10 ] |

## Lista utworów
opracowano na podstawie materiału źródłowego
| 01. | „Marionetki” sł. C.K. Norwid, muz. M. Czyżykiewicz                                   | 3:30  |
|     |                                                                                      |       |
| 02. | „Noc” sł. W. Broniewski, muz. M. Czyżykiewicz                                        | 3:35  |
|     |                                                                                      |       |
| 03. | „Jednym szeptem” sł. i muz. M. Czyżykiewicz                                          | 2:37  |
|     |                                                                                      |       |
| 04. | „Patrzę w okno” sł. A. Poniedzielski, muz. M. Czyżykiewicz                           | 3:21  |
|     |                                                                                      |       |
| 05. | „Czułość” sł. Z. Herbert, muz. M. Czyżykiewicz                                       | 2:25  |
|     |                                                                                      |       |
| 06. | „Powiedz z kim” sł. P. Królikowski, muz. J. Satanowski                               | 3:37  |
|     |                                                                                      |       |
| 07. | „Mróz północy" sł. J. Brodski, tłum. St. Barańczak, muz. M. Czyżykiewicz             | 1:06  |
|     |                                                                                      |       |
| 08. | „Piosenka marynarska” sł. W. Szekspir, tłum. St. Barańczak, muz. M. Czyżykiewicz     | 2:45  |
|     |                                                                                      |       |
| 09. | „Potępienie” sł. J. Kaczmarski, muz. M. Czyżykiewicz                                 | 1:34  |
|     |                                                                                      |       |
| 10. | „Coraz to wzdrygam się" sł. O. Mandelsztam, tłum. S. Barańczak, muz. M. Czyżykiewicz | 4:07  |
|     |                                                                                      |       |
| 11. | „Biel” sł. T. Różewicz, muz. M. Czyżykiewicz                                         | 1:57  |
|     |                                                                                      |       |
| 12. | „Wiersz dla malarza Dudy Gracza” sł. J. Kofta, muz. M. Czyżykiewicz                  | 2:51  |
|     |                                                                                      |       |
| 13. | „Ma chérie” sł. O. Mandelsztam, tłum. W. Woroszylski, muz. M. Czyżykiewicz           | 3:33  |
|     |                                                                                      |       |
| 14. | „Impresja prańska” sł. W. Kass, muz. M. Czyżykiewicz                                 | 3:41  |
|     |                                                                                      |       |
| 15. | „Marionetki” (wersja instrumentalna) muz. M. Czyżykiewicz                            | 3:30  |
|     |                                                                                      |       |
|     |                                                                                      | 44:09 |
|     |                                                                                      |       |